# 第四届米兰三年展

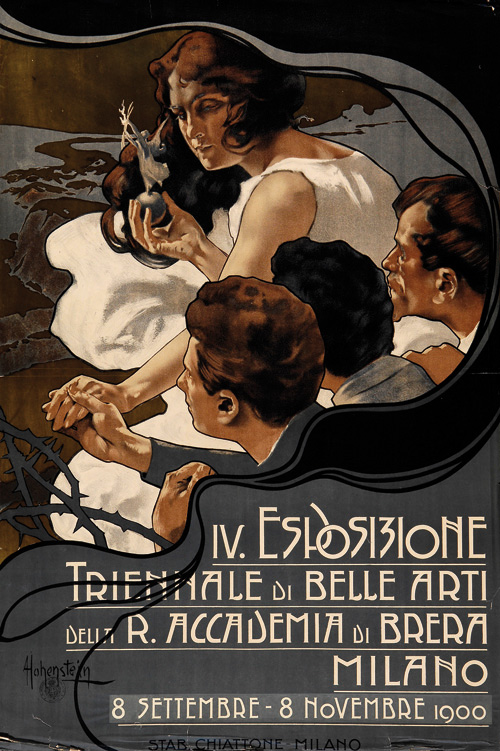
IV米兰900年艺术三年展，由Adolf Hohenstein设计的海报

第四届米兰三年展  (義大利語：Quarta Triennale di Milano) 是1900年9月8日至11月8日在其历史遗迹——米兰布雷拉画廊 （页面存档备份，存于）举办的意大利美术展。
该展览没有主题限制，旨在通过绘制他那个时代最好的意大利画家的全景来记录进化的情况。
该展览没有受到与标题相关的主题限制，而是旨在记录意大利绘画艺术在1900年之前的两个十年间的最重要作品。

## 委员会成员和安装
策展人，艺术评论家和历史学家委员会，布雷拉学院教授会负责选择三年内参加米兰三年展的画家。

## 艺术家
- 卡罗·巴齐

## 陪审团和价格
1900年11月8日，米兰三年展评委会把「米艺三年奖」授予艺术家，作品名称为 在施普呂根上升太阳  (義大利語：Levata del Sole allo Spluga), 画布上的一块大油画（145 x 97厘米），该画画于1900年.

### 引用
1. ↑  Quarta esposizione triennale: 1900 ; catalogo ufficiale; Milano, (Palazzo di Brera), 第四届三年展：1900年; 官方目录米兰
2. ↑  Agostino Mario Comanducci, Dizionario illustratori pittori e incisori italiani moderni, III ediz. Milan.   （页面存档备份，存于）
3. ↑   Quarta esposizione triennale: 1900 ; catalogo ufficiale; Milano, (Palazzo di Brera), quatrième exposition triennale: 1900; catalogue officiel Milan, 布雷拉美术学院